# 巴斯蒂亚机场
巴斯蒂亚机场，商业名称为巴斯蒂亚波雷塔机场（法語：Aéroport de Bastia-Poretta），是法国科西嘉巴斯蒂亚的城市客运机场，其主体部分横跨博尔戈和卢恰纳两个市镇，距离巴斯蒂亚市中心大约16公里。

## 历史
根据巴斯蒂亚机场官方网站的论述，巴斯蒂亚机场始建于1945年，并于1947年通航。得益于巴斯蒂亚地区以及科西嘉旅游业的发展，巴斯蒂亚机场日趋繁忙，该机场于1992年、2005年和2015年三次进行了扩建及维护翻新。2017年12月5日，巴斯蒂亚机场外的停车场发生枪击案，当地黑帮头目Antoine Quilichini被刺身亡。

## 航空公司与目的地
截至2024年11月，巴斯蒂亚机场开行近4条固定航线及20余条季节性航线。
| 航空公司                        | 目的地                                                               |
| ------------------------------- | -------------------------------------------------------------------- |
| 欧洲之翼航空                    | 季节性：柏林、杜塞尔多夫、纽伦堡、斯图加特                           |
| 漢莎航空                        | 季节性：法蘭克福、慕尼黑                                             |
| 科西嘉航空                      | 里昂、马赛、尼斯 季节性：阿雅克肖、布鲁塞尔南部、多勒、罗马、图卢兹  |
| 法国航空 （由科西嘉航空执飞）   | 巴黎-奥利                                                            |
| L'Odyssey（2025年夏季首发）     | 季节性：尼姆、图尔                                                   |
| 维罗提航空                      | 季节性：布雷斯特、波尔多、卡昂、里爾、里昂、南特、史特拉斯堡、图卢兹 |
| 泛航航空 （由法国泛航航空执飞） | 季节性：比亚里茨、里昂、南特、乌季达、鹿特丹                         |
| 卢森堡航空                      | 季节性：卢森堡                                                       |
| 北欧航空                        | 季节性：哥本哈根、斯德哥爾摩                                         |
| 易捷航空                        | 季节性：波尔多、盖特威克、里昂、巴黎戴高乐                           |
| 易捷航空 （由瑞士易捷航空执飞） | 季节性：巴塞尔-米卢斯-弗赖堡、日内瓦                                 |

## 接驳交通
巴斯蒂亚机场前方建有停车场，另有机场巴士可直通巴斯蒂亚市区以及韦基奥港。